# Lista över Musikaliska Akademiens ledamöter
Lista över Kungl. Musikaliska Akademiens ledamöter är en komplett lista över akademiens ledamöter sedan grundandet 1771. Artikeln beskriver inledningsvis hur akademiens stadgar har reglerat ledamotskapet och listar därefter alla ledamöter i den ordning de valts in. Numreringen är den som finns i akademiens matrikel. Då vissa ledamöter "avancerat" inom akademien återfinns de på flera ställen. 
I samband med att Finland avträddes till Ryssland 1809, samt vid unionsupplösningen mellan Norge och Sverige 1905, överfördes svenska ledamöter från att ha varit svenska till att bli utländska. Vissa ledamöter har även valts in som utländska, men senare överförts till svenska. Alla dessa ledamöter återfinns på båda ställena.

## Akademiens stadgar
1771
I de stagar som Gustav III den 8 september 1771 fastställde står att ”Academien kommer att bestå, dels af Ledamöter, hwartil ej andre kunna intagas, än sådane, som äro kände för grundelig insigt och färdighet uti Composition, eller ock den Skaldekonst, som till Musique är lämpelig; dels av andre Musique-kännare, som eljest vunnit skicklighet och öfning uti Sång och på Musicaliska Instrumenter, hwilka alla af Academien wäljas, och utgöra sjelfwa Academiska Samhället, samt uti de vid Academien förekommande ärenden, äga hwar sin röst.”
1772
I den äldsta förteckningen över ledamöter, MATRICKEL, från 1772 har ledamöterna själva skrivit sina namn, men därefter förekommer också att sekreteraren fört in ledamöternas namn.
1802
I stadgarna från den 9 mars 1802 fastställdes antalet ledamöter till 66 svenska, 20 utländska, ett obestämt antal av ”Förste ledamöter” (kungliga och furstliga personer), 30 associéer, samt ett obestämt antal agréer enligt följande disposition:
- Förste ledamöter – obestämt antal
- Hedersklassen – 8
- Fruntimmersklassen – 8
- Första klassen (musikaliska teoretiker, tonsättare, skalder etc.) – 30
- Andra klassen (musikkännare och musikälskare) – 20
- Utrikes ledamöter – 20
- Associerade i Stockholm – 20
- Associerade i landsorten – 10
- Agrées – obestämt antal

1814
1814 togs akademiens NYA MATRIKEL i bruk. Då var ledamöterna ordnade i följande kategorier:
- Förste ledamöter (kungliga personer)
- Inrikes ledamöter
  - Heders Classen
  - Första Classen
  - Andra Classen
- Associerade
  - i Stockholm
  - i landsorten
- Agrées
- Utrikes ledamöter
- Utrikes associerade

Det fanns alltså ett slags rangordning i akademien. De som invaldes i den lägsta klassen ”agrées” kunde avancera till ”associerade” och sedan till ”ledamöter”. Frågan om antalet ledamöter verkar ha varit en ständigt pågående diskussion. 
1856
1856 justerades stadgarna igen och antalet ledamöter ökades. ”Första klassen” bestod av 40 ledamöter: ”musikaliske theoretici, litteratörer, kompositörer och synnerligen utmärkte exekutörer, lyriska skalder, eller uti musikaliska instrumenters förfärdigande utmärkt kunnige män”. ”Andra klassen” bestod av 40 ”förtjente musik-amatörer och exekutörer”. Därtill kunde man kalla 20 personer emot vilka akademien ville visa sin aktning eller betyga sin erkänsla. ”Dessutom kan Akademien till hedersledamöter, likwäl utan omröstningsrättighet wid Akademiens sammankomster, inkalla 10 fruntimmer af utmärkt musikalisk konstfärdighet eller förtjenst i lyrisk skaldekonst.” Därtill ett obestämt antal utländska ledamöter och 50 svenska associerade.
1864
Akademiens matrikel för åren 1864–1917 har följande indelning:
- Beskyddare
- Förste ledamöter
- Svenske och Norske ledamöter
- Inländske associerade
- Utrikes ledamöter

1964
Från 1964 stadgar akademien att den består av högst 80 ledamöter utöver dem som fyllt sjuttio år, högst 50 utländska personer samt högst 40 svenska eller utländska associéer, vilka akademien vill betyga sitt erkännande.
1971
Vid stadgerevisionen 1971 beslutades att associéerna skulle bli ledamöter och att det sammanlagda antalet svenska ledamöter skulle vara 100 under sjuttio år och de utländska 50. Associéer utses sedan 1971 inte längre.
2000
I de senaste stadgarna fastställda av regeringen den 27 april 2000 står under rubriken ”Akademiens sammansättning” i paragraf 3, 
Antal ledamöter:
Akademien består, utöver de ledamöter som fyllt 70 år, av
- högst 100 svenska ledamöter
- högst 70 utländska ledamöter
- högst 8 hedersledamöter

Inom akademien skall skilda områden inom musiklivet vara företrädda på ett sätt som väl svarar mot akademiens inriktning och verksamhet.

## Ledamöter
Nedanstående lista över ledamöter av Kungliga Musikaliska Akademien är ordnad efter år för inval, och medlemsnummer. Ledamotskapet av Kungliga Musikaliska Akademien betecknas med förkortningen LMA.

## Förste ledamöter och beskyddare
(Invalsår – namn och titel vid invalet.)
- 1771 – Carl, prins, hertig av Södermanland, 1809 konung Karl XIII
- 1771 – Fredrik Adolf, prins, hertig av Östergötland
- 1801 – Karl Ludwig Friedrich, arvprins av Baden, 1811 storhertig, son till Karl Ludwig
- 1801 – Amalia Frederike, arvprinsessa av Baden, f. prinsessa av Hessen-Darmstadt, gift med Karl Ludwig
- 1801 – Karl Ludwig, arvprins av Baden
- 1801 – Marie Elisabeth Wilhelmine, prinsessa av Baden, g.m. Friedrich Wilhelm, hertig av Braunschweig-Wolfenbüttel, dotter till Karl Ludwig
- 1813 – Carl Johan, kronprins, 1818 konung Karl XIV Johan
- 1813 – Joseph Frans Oscar, arvprins, hertig av Södermanland, 1844 konung Oscar I
- 1840 – Friedrich Wilhelm Hermann Konstantin, 1838 Furst Friedrich Wilhelm II av Hohenzollern-Hechingen
- 1844 – Carl Ludvig Eugène, kronprins, hertig av Skåne, 1859 konung Karl XV
- 1849 – Oscar Fredrik, prins, hertig av Östergötland, 1872 konung Oscar II, akademiens preses 1864–1872
- 1857 – Nicolaus August, prins, hertig av Dalarna
- 1858 – Sophia Wilhelmina Mariana Henrietta, prinsessa, hertiginna av Östergötland, 1872 drottning
- 1858 – Wilhelmina Fredrika Alexandra Anna Lovisa, kronprinsessa, 1859 drottning
- 1859 – Joséphine Maximillienne Eugénie Napoléonne, 1844 drottning Josefina, 1859 änkedrottning
- 1859 – Eugénie Bernhardine Désirée, 1818 drottning Desideria, 1844 änkedrottning
- 1859 – Charlotta Eugénie Augusta Amalia Albertina, prinsessa
- 1864 – Teresia Amalia Karolina Josefina Antoinetta, prinsessa, hertiginna av Dalarna
- 1878 – Oscar Gustaf Adolph, kronprins, hertig av Värmland, 1907 Gustav V, akademiens preses 1898–1907
- 1885 – Sofia Maria Victoria, kronprinsessa, hertiginna av Värmland, 1907 drottning
- 1893 – Wilhelm Carl Oscar, prins, hertig av Västergötland
- 1895 – Eugen Napoleon Nicolaus, prins, hertig av Närke
- 1898 – Ingeborg Charlotta Carolina Fredrika Lovisa, prinsessa, hertiginna av Västergötland
- 1904 – Oscar Fredrik Wilhelm Olof Gustaf Adolf, hertig av Skåne, arvprins, 1950 konung Gustav VI Adolf
- 1905 – Margareta (Margaret) Victoria Augusta Charlotta Norah, prinsessa, hertiginna av Skåne
- 1905 – Carl Wilhelm Ludvig, prins, hertig av Södermanland
- 1908 – Maria Pavlovna, prinsessa, hertiginna av Södermanland
- 1925 – Louise Alexandra Marie Irène, kronprinsessa, 1950 drottning
- 1940 – Gustav Adolf Oscar Fredrik Arthur Edmund, arvprins, hertig av Västerbotten
- 1940 – Sibylla Calma Marie Alice Bathildis Feodora, prinsessa, hertiginna av Västerbotten
- 1968 – Carl Gustaf Folke Hubertus, kronprins, hertig av Jämtland, 1973 konung
- 1969 – Christian Frederik Franz Michael Carl Valdemar Georg, konung Frederik IX av Danmark
- 1972 – Bertil Gustaf Oscar Carl Eugen, prins, hertig av Halland
- 1972 – Christina Louise Helena, fru Magnusson, prinsessa
- 1976 – Silvia Renate, drottning av Sverige 1976, hertiginna av Jämtland
- Victoria Ingrid Alice Désirée, kronprinsessa, hertiginna av Västergötland

## Svenska ledamöter

### 1771–1799
- 001 Axel Gabriel Leijonhufvud 1771
- 002 Adam Horn af Kanckas 1771
- 003 Carl Rudenschiöld 1771
- 004 Nils Adam Bielke 1771
- 005 Patrick Alströmer 1771
- 006 Carl Jacob von Quanten 1771
- 007 Isaac Faggot 1771
- 008 Aron Gustaf Silfversparre 1771
- 009 Eric Skjöldebrand 1771
- 010 Ferdinand Zellbell 1771
- 011 Eric Adolph Printzensköld 1771
- 012 Gabriel Olin 1771
- 013 Arvid Nils Stenbock 1771
- 014 Lars Samuel Lalin 1771
- 015 Magnus Adlerstam 1771
- 016 Gabriel Kling 1771
- 017 Henrik Philip Johnsen 1771
- 018 Axel Kellman 1771
- 019 Pontus Fredrik De la Gardie 1771
- 020 Carl Pfeiff 1771

- 021 Carl von Fersen 1772
- 022 Claes Julius Ekeblad 1772
- 023 Gustaf Johan Ehrensvärd 1772
- 024 Carl Fredrik Leijonhielm 1772
- 025 Carl Biörnberg 1772
- 026 Bengt Gabriel von Spången 1772
- 027 Carl Ollonberg 1772
- 028 Johan Magnus Wiksten 1772
- 029 Pehr Rydman 1772
- 030 Daniel Georg Silfversparre 1772
- 031 Hans Munthe 1772
- 032 Francesco Antonio Uttini 1772
- 033 Carl Johan Gyllenborg 1772
- 034 Wilhelm Pauli 1772
- 035 Gudmund Jöran Adlerbeth 1772
- 036 Adolf Fredrik Silfversparre 1772
- 037 Christian Ludvig Jöransson 1772
- 038 Fredric Horn af Åminne 1772
- 039 Fredrik Ulrik Wrangel 1772
- 040 Carl Wilhelm von Düben 1772
- 041 Christoffer Zibet 1772
- 042 Henric Fougt 1772
- 043 Jean Jacques de Geer af Finspång 1772
- 044 Mårten Fredrik von Engelhardt 1772
- 045 Adolph Ulric Grill 1772
- 046 Jean Grill 1772
- 047 Carl von Schönfeldt 1772
- 048 Gustaf Silfverstråhle 1772
- 049 Johan Wellander 1772
- 050 Jacob Friedrich Bernhard von Balthasar Knigge 1772
- 051 Johan Gustaf Psilanderhielm 1772
- 052 Ernst Ludvig von Engelhardt 1772
- 053 Isaac Lars Silfversparre 1772

- 054 Daniel Herweghr 1773
- 055 Gustaf Didrik von Friesendorff 1773
- 056 Sven Hedengran 1773
- 057 Hans Jacob Chierlin 1773
- 058 Mauritz Kirstein 1773
- 059 Eric Ferling 1773
- 060 Lars Melin 1773

- 061 Johan August Meijerfeldt den yngre 1774
- 062 Johan Fredrik Aminoff 1774
- 063 Anders Johan von Höpken 1774
- 064 Johan Hesselius (1736–1800) 1774
- 065 Johan Brösel 1774
- 066 Carl Fredrik Muller 1774
- 067 Johan Linzander 1774
- 068 Bengt Piscator 1774

- 069 Johan Fredrik Hallardt 1776
- 070 Carl Gustaf Adlermarck 1776
- 071 Bengt von Schening 1776
- 072 Gustaf Adolph Horn af Åminne 1776
- 073 Fredric Adolf Ulric Cronstedt af Fullerö 1776

- 074 Adolph Friedrich Barnekow 1777

- 075 Pehr Frigel 1778

- 076 Joseph Martin Kraus 1780

- 077 Erik Palmstedt 1781
- 078 Samuel Johan Chierlin 1781
- 079 Jan Peter Bromander 1781
- 080 Gustaf Fredrik von Rosen 1781
- 081 Georg Gottfried von Qvillfeldt 1781

- 082 Carl Fredrik von Röök 1782
- 083 Claes Fredrik Horn af Åminne 1782
- 084 Carl Fredric Branderhjelm 1782
- 085 Elisabeth Olin 1782
- 086 Carl Stenborg 1782

- 087 Henric Nicander 1783
- 088 Johan Israel Osaengius 1783
- 089 Jahn Georgii 1783
- 090 Johan Samuel Jegerhjelm 1783
- 091 Nils Bark 1783

- 092 Johan Björnstjerna 1785
- 093 Olof Åhlström 1785
- 094 Pehr Siöblad 1785

- 095 Claes Grill 1786
- 096 Carl Envallsson 1786

- 097 Bothwid Thun 1787
- 098 Johan Leijonhielm 1787
- 099 Kristofer Kristian Karsten 1787

- 100 Jonas Alströmer 1788
- 101 Eric Samuel Wennberg 1788
- 102 Johan David Zander 1788
- 103 Johann Christian Friedrich Haeffner 1788
- 104 Christian Friedrich Müller 1788
- 105 Caroline Müller 1788
- 106 Lovisa Augusti 1788
- 107 Franziska Stading 1788
- 108 Johan Fredrik Bagge 1788
- 109 Anders Fredric Skjöldebrand 1788
- 110 Gustaf Mauritz Armfelt 1788
- 111 Johan Henric Kellgren 1788
- 112 Abraham Niclas Edelcrantz 1788
- 113 Samuel Wennberg 1788
- 114 Erik Wilhelm Weste 1788
- 115 Lars Fåhraeus 1788
- 116 Lorentz Runeberg 1788
- 117 Georg Henric König 1788
- 118 Johan Adolph Benjamin König 1788
- 119 Israël Lagerfelt 1788
- 120 Johan Anders Wennberg 1788
- 121 Johann Gottlieb Adam 1788
- 122 Johan Wikmanson 1788

- 123 Magnus Retzius 1790
- 124 Daniel Erik Næzén 1790
- 125 Erik Gaeverberg 1790
- 126 Anders Emanuel Maulström 1790
- 127 Nils Gustaf Eichstedt 1790

- 128 Carl Wilhelm Seele 1792
- 129 Johan Claes Laurén 1792
- 130 Gottfried Forssman 1792
- 131 Eric Lorentz Zebell 1792
- 132 Ludvig Wretman 1792
- 133 Daniel Grabien den yngre 1792

- 134 Anders Joachim Hanell 1793
- 135 Johan Logren 1793
- 136 Carl Boije 1793
- 137 Carl Fredrik Bennet 1793
- 138 Carl Michael Bellman 1793
- 139 Axel Gabriel Silfverstolpe 1793

- 140 David Gustaf Frölich 1794
- 141 Olof Schwan 1794
- 142 Thomas Byström 1794
- 143 Sven Fiellman 1794
- 144 Carl August Grevesmöhlen 1794
- 145 Carl Fredrik König 1794
- 146 Hampus Elof Mörner 1794
- 147 Johan Fredrik Palm 1794
- 148 Henric Engmark 1794
- 149 Peter Askergren 1794
- 150 Eric Borén 1794
- 151 Ambrosius Cedermark 1794
- 152 Carl Fredrik Fredenheim 1794
- 153 Anna Leonore König 1794

- 154 Niclas Holterman 1795
- 155 Gustaf Sommelius 1795
- 156 Carl Fredrik Bouck 1795
- 157 Jacob Lundström 1795
- 158 Ulrica Bouck 1795
- 159 Nils Lundstedt 1795
- 160 Jonas Svenson 1795
- 161 Henrik Brandel 1795
- 162 Carl Gustaf Fehrmann 1795
- 163 Édouard du Puy 1795
- 164 Margareta Alströmer 1795
- 165 Christina Fredenheim 1795
- 166 Carl Küsel 1795
- 167 Hans Selling 1795
- 168 Anna Brita Wendelius 1795
- 169 Mathias Juslén 1795

- 170 Johan Anders Malmgren 1796
- 171 Jacob Winroth 1796

- 172 Erik Tulindberg 1797
- 173 Jacob Bernhard Struve 1797
- 174 Anders Borg 1797
- 175 Matthias Stenhammar 1797
- 176 Olof Ramström 1797
- 177 Jonas Ramström 1797

- 178 Johan Gabriel Oxenstierna 1798
- 179 Nils Henrik Sjöborg 1798
- 180 Carl Stridsberg 1798
- 181 Fredrik Samuel Silverstolpe 1798

- 182 Evert Georgii 1799
- 183 Gustaf Abraham Silverstolpe 1799
- 184 Lars Gustaf Collin 1799
- 185 Nils Fredric von Schoultz 1799

### 1800–1899
- 186 Fredrik August Adelswärd 1800
- 187 Anders Piscator 1800
- 188 Johan Jacob Platin 1800
- 189 Johan Miklin 1800
- 190 Lars Acharius 1800
- 191 Jonne Hugo Hamilton 1800
- 192 Carl Gustaf Nordforss 1800
- 193 Conrad von Schultzenheim 1800
- 194 Johan Georg Lotscher 1800
- 195 Mauritz Klingspor 1800
- 196 Samuel Fredric Ziervogel 1800
- 197 Marianne Ehrenström 1800

- 198 Sophia Brandel 1801
- 199 Emilie Brandel 1801
- 200 Gustaf Brandel 1801
- 201 Genseric Brandel 1801
- 202 Bernhard Crusell 1801
- 203 Johan Andreas Petersén 1801
- 204 Carl Kuss 1801
- 205 Marie Antoinette Petersén 1801
- 206 Johan Pfeiffer 1801
- 207 Marcus Wallenberg 1801

- 208 Johann Christian Schatt 1802
- 209 Johan Bogislaus von Schwerin 1802
- 210 Claes Didrik Koskull 1802
- 211 Johan Anders Fahlroth 1802

- 212 Joachim Nicolas Eggert 1807

- 213 Philip von Schwerin 1808
- 214 Mathias Rosenblad 1808

- 215 Carl Eric Lagerheim 1813
- 216 Gustaf af Wetterstedt 1813

- 217 Lars von Engeström 1814
- 218 Adolf Göran Mörner 1814
- 219 Eric Gabriel von Rosén 1814
- 220 Carl Johan Moberger 1814
- 221 Carl Gustaf af Leopold 1814
- 222 Gustaf Löwenhielm 1814

- 223 Gustaf Fredric Wirsén 1817

- 224 Johan Olof Wallin 1818
- 225 Frans Mikael Franzén 1818
- 226 Carl August Stieler 1818
- 227 Carl Peter af Klintberg 1818
- 228 Johan Fredrik Berwald 1818
- 229 Pehr Westerstrand 1818
- 230 Samuel Ödmann 1818

- 231 Carl Anton Philipp Braun 1819
- 232 Anders Carlsson af Kullberg 1819
- 233 Johan Olof Rydorff 1819

- 234 Johann Michael Friedrich Hirschfeld 1820
- 235 Israel Nordwall 1820
- 236 Gustaf Fredrik Åkerhielm 1820

- 237 Carl von Rosenstein 1822
- 238 Karl Magnus Craelius 1822
- 239 Adolph Hjerton 1822
- 240 Erik Drake 1822
- 241 Per Carlsson 1822
- 242 Peter Moberg 1822
- 243 Conrad Gottfried Kuhlau 1822

- 244 Daniel Hadorph 1823

- 245 Pehr Lagerhjelm 1825
- 246 Anton Fredrik Kock 1825
- 247 Johan Anders Biörck 1825

- 248 Brita Catharina Lidbeck 1827
- 249 Adolph Beer 1827
- 250 Johan David Valerius 1827
- 251 Johan Erik Nordblom 1827
- 252 Frans Preumayr 1827
- 253 Gustaf Lindqvister 1827
- 254 Conrad Vogel 1827

- 255 Cornelius Hegardt 1829
- 256 Gottlob Fredric Smerling 1829
- 257 Bernhard von Beskow 1829
- 258 Erik Gustaf Geijer 1829

- 259 Ulrik Koskull 1830
- 260 Jonas Falkenholm 1830
- 261 Erik Johan Westman 1830
- 262 Hans Jacob Tengwall 1830
- 263 Pehr Fröst 1830
- 264 Johan Kiellander 1830

- 265 Adolf Fredrik Lindblad 1831
- 266 Eduard Brendler 1831
- 267 Johanna von Schoultz 1831
- 268 Isak Albert Berg 1831

- 269 Emanuel Wenster 1834
- 270 Georg Günther 1834
- 271 Carl Gustaf Carlsson 1834
- 272 Johan Dillner 1834

- 273 Fabian Jakob Wrede 1837
- 274 Olof Willman 1837
- 275 Andreas Randel 1837
- 276 Per Wilhelm Grubb 1837
- 277 Abraham Mankell 1837

- 278 Christina af Geijerstam 1838
- 279 Ole Bull 1838

- 280 Johan Mazer 1840
- 281 Edmund Passy 1840
- 282 Jenny Lind-Goldsmidt 1840
- 283 Eric David Moberger 1840
- 284 Magnus Stenman 1840
- 285 Svante Gustaf Waennerberg 1840

- 286 Carl Henrik Gyllenhaal 1841
- 287 Johan Jakob Hedrén 1841
- 288 Emilie Holmberg 1841
- 289 August Berwald 1841
- 290 Carl Josua Preumayr 1841
- 291 Gustaf Adolf Mankell 1841
- 292 Gerhard De Geer af Finspång 1841
- 293 Eric Jacob Arrhén von Kapfelmann 1841
- 294 Claes Ramström 1841
- 295 Jacob Töstie 1841
- 296 Casten Lychou 1841
- 297 Anders Abraham Grafström 1841

- 298 Johan Henrik Peterson 1842
- 299 Niklas Joakim af Wetterstedt 1842

- 300 Carl Torssell 1843
- 301 Nils Peter Möller 1843
- 302 Anders Lethin 1843
- 303 Pehr Ulmgren 1843
- 304 Johan Peter Cronhamn 1843

- 305 Ulric Emanuel Mannerhjerta 1844
- 306 Jan van Boom 1844

- 307 August Michaelson 1845
- 308 Adolf Fredrik Normelin 1845
- 309 Wilhelm Gnosspelius 1845
- 310 Johan Fredrik Wikström 1845
- 311 Johan Niclas Borelius 1845
- 312 Nils Gillberg 1845
- 313 Carl Wilhelm Bauck 1845

- 314 Axel Gottlieb Bergström 1848
- 315 Pehr Fredrik Blidberg 1848
- 316 Theodor Sack 1848

- 317 Eduard d’Aubert 1849
- 318 Johan Peter Ericsson 1849
- 319 Per Conrad Boman 1849
- 320 Jacopo Foroni 1849

- 321 Hertha Westerstrand 1850
- 322 Caroline Ridderstolpe 1850
- 323 Peter Munck af Rosenschöld 1850
- 324 Gunnar Wennerberg 1850
- 325 Edward Pratté 1850
- 326 Johan Thomas Byström 1850
- 327 Alette Due 1850

- 328 Gustaf Trolle-Bonde 1851
- 329 Isidor Dannström 1851

- 330 Alfred Fock 1852
- 331 Johan Philip Hebbe 1852

- 332 Knut Bonde 1853
- 333 Daniel Söderberg 1853
- 334 Henrik Mattias Munthe 1853
- 335 Carl Ehrenreich 1853
- 336 Conrad Stål 1853
- 337 Julie Berwald 1853
- 338 Lovisa Charlotta Biörck 1853

- 339 Henning Hamilton 1854
- 340 Julius Günther 1854
- 341 Daniel Rudolf Walin 1854
- 342 Louise Michaëli 1854

- 343 Olof Strandberg 1855
- 344 Thomas Tellefsen 1855

- 345 Johan Herman Schützercrantz 1856
- 346 Carl Palmstedt 1856
- 347 Nils Johan Anjou 1856
- 348 Daniel Magnus Walin 1856

- 349 Jacob Niclas Ahlström 1857
- 350 Thure Annerstedt 1857
- 351 Anders Lagergren 1857
- 352 Anders Sidner 1857
- 353 Otto Lindblad 1857
- 354 Jean Nagel 1857
- 355 Wilhelm Gumælius 1857
- 356 Carl Arnold 1857
- 357 Carl Johan Stolpe 1857
- 358 Peter Elvers 1857
- 359 Jacob Axel Josephson 1857
- 360 Ludvig Norman 1857
- 361 Henrik Munktell (1804–1861) 1857
- 362 Erik Adelsvärd 1857
- 363 Arvid August Afzelius 1857
- 364 Josef Czapek 1857
- 365 Carl Petter Bergsten 1857
- 366 Carl Sillén 1857
- 367 Fredrique Carlén 1857
- 368 Nathalia Löwenhielm 1857

- 369 Athanase Fouché d’Otrante 1858
- 370 Gustaf Göran Gabriel Oxenstierna 1858
- 371 David Ludvig Silfverstolpe 1858
- 372 Sara Augusta Malmborg 1858
- 373 Ignaz Lachner 1858

- 374 Adolf Fredrik Wimmercranz 1859
- 375 Herman Schlytern 1859

- 376 Otto Daniel Winge 1860

- 377 Ivar Christian Hallström 1861
- 378 Lars Gabriel Branting 1861
- 379 Carl Magnus Rydqvist 1861
- 380 Lars Herman Wikblad 1861
- 381 Clas Tamm 1861

- 382 Herman Berens 1864
- 383 Eugène von Stedingk 1864
- 384 C.V.A. Strandberg 1864
- 385 Oskar Fredrik Bernadotte Byström 1864
- 386 Franz Berwald 1864
- 387 Per Åkerman 1864
- 389 August Lennmark 1864
- 390 Adolf Fredrik Lindroth 1864
- 391 Carl Israel Sandström 1864
- 392 Per August Ölander 1864
- 393 Abraham Lundquist 1864
- 394 Eric Elias Lindström 1864
- 395 Uno Troili 1864
- 396 Wilhelm Söhrling 1864
- 397 Abraham Hirsch 1864
- 398 Conrad Ludvig Kuhlau 1864
- 399 Lotten von Feilitzen 1864
- 400 Fredrika Stenhammar 1864
- 401 Gustafva Amalia Walin 1864
- 402 Emerentia Maria Charlotta af Georgii 1864
- 403 Wilma Neruda 1864

- 404 Edward Gille 1865
- 405 August Söderman 1865
- 406 Halfdan Kjerulf 1865
- 407 Carl Otto Wilhelm af Burén 1865
- 408 Oscar Arnoldson 1865

- 409 Carl Fredrik Hochschild 1866
- 410 Fredrik August Dahlgren 1866
- 411 Carl Ludvig Lindberg 1866
- 412 Adolf Fredrik Schwartz 1866
- 413 Frans Alfred Frieberg 1866
- 414 Wilhelm Lagercrantz 1866
- 415 Fritz Adolf Söderman 1866
- 416 Erik Wilhelm af Edholm 1866

- 417 Christopher Ludvig Anjou 1868
- 418 Per Ulrik Stenhammar 1868
- 419 Oscar Adalrik Arpi 1868
- 420 Fritz Arlberg 1868
- 421 Ludvig Fries 1868
- 422 Henric Lovén 1868
- 423 Sven Lovén 1868
- 424 Euphrosyne Abrahamson 1868
- 425 Hedvig Berwald 1868

- 426 Anders Gehrman 1869
- 427 Carl Eric Sjögreen 1869
- 428 Per-Anders Willman 1869
- 429 Carl Johan Schlyter 1869
- 430 Kristina Nilsson 1869
- 431 Helena Petre 1869
- 432 Signe Hebbe 1869

- 433 Joseph Dente 1870
- 434 Frans Teodor Hedberg 1870
- 435 John Conrad Nordqvist 1870
- 436 Erika Nissen 1870
- 437 Beate Högfeldt 1870

- 438 Johan Fridolf Book 1872
- 439 Albert Rubenson 1872
- 440 Edvard Grieg 1872
- 441 Oscar Bolander 1872
- 442 Fredrik Sjöberg 1872
- 443 Jeanette Jacobsson 1872
- 444 Adelaide Leuhusen 1872
- 445 Johanna Ölander 1872

- 446 Carl Johan Lindberg 1875
- 447 Anders Åbergsson 1875
- 448 Carl Lindroth 1875
- 449 Hilda Thegerström 1875
- 450 Agathe Gröndahl 1875
- 451 Eugénie Claëson 1875

- 452 Vilhelm Svedbom 1876
- 453 Johan Ludvig Ohlson 1876
- 454 Jonas Fredrik Törnwall 1876
- 455 Ellen Bergman 1876

- 456 August Meissner 1877

- 457 Johan Svendsen 1879
- 458 Gustaf Rosbeck 1879
- 459 Ludvig Lindeman 1879
- 460 Elfrida Andrée 1879

- 461 Hjalmar Håkansson 1882
- 462 Sven August Lagergren 1882
- 463 Anton Jörgen Andersen  1882
- 464 Georg Wilhelm Heintze 1882
- 465 Axel Bennich 1882

- 466 Herman Wikblad 1884
- 467 Carl Rupert Nyblom 1884
- 468 Andreas Hallén 1884

- 469 Dina Edling 1885
- 470 Johan Gustaf Kjellberg 1885
- 471 Albert Otto Vilhelm Wideman 1885
- 472 Carl Gustaf Korsgren 1885
- 473 Carl Book 1885

- 474 Johan Sjöberg 1887
- 475 Julius Bagge 1887

- 476 Ivar Hedenblad 1888
- 477 John Jacobsson 1888
- 478 Sven August Körling 1888

- 479 Carl Wilhelm Albert Richard Henneberg 1889

- 480 Carl Fredrik Lundqvist 1890
- 481 Anders Wilhelm Salomon Smith 1890
- 482 Richard Andersson 1890

- 483 Lars Zetterquist 1892
- 484 Emil Sjögren 1892
- 485 Evald Bergman 1892

- 486 Mathilda Taube 1895
- 487 Fredrik Thorselius 1895
- 488 Aron Victor Bergenson 1895
- 489 Gustaf Hildor Brink 1895
- 490 Carl Kinberg 1895
- 491 Tor Aulin 1895

- 492 Karl Valentin 1897
- 493 Frederik Georg Knut Due  1897, utländsk ledamot 205
- 494 Oscar Lejdström 1897
- 495 Axel Otto Burén 1897
- 496 Arvid Ödmann 1897
- 497 Karl Silverstolpe 1897
- 498 Johan Ulric Cederberg 1897
- 499 Carolina Östberg 1897
- 500 Hilma Svedbom 1897

### 1900–1999
- 501 Wilhelm Stenhammar 1900
- 502 Claes Rendahl 1900
- 503 Erik Åkerberg 1900
- 504 Christian Lovén 1900
- 505 Anton Kull 1900
- 506 Christian Sinding, 1900, överförd till utländsk ledamot 1905

- 507 Dagmar Möller 1903
- 508 Erik Borgstedt 1903
- 509 Axel Bergström 1903
- 510 Johan Lindegren 1903
- 511 Aron Hultgren 1903
- 512 Carl Henrik Munthe 1903

- 513 Mauritz Boheman 1904
- 514 Lennart Lundberg 1904
- 515 Ernst Fogman 1904
- 516 Bror Beckman 1904

- 517 Gustaf Hägg 1906
- 518 Gustaf Heintze 1906, agrée 1848, associé 1857
- 519 John Forsell 1906
- 520 Per Södermark 1906

- 521 Anna Dorotea Oscàr 1908
- 522 Ruben Liljefors 1908
- 523 Hugo Alfvén 1908
- 524 Cornelius Sjöcrona 1908
- 525 Erik Marks von Würtemberg 1908
- 526 August Melcher Myrberg 1908
- 527 Armas Järnefelt 1908

- 528 Richard Hagemeister 1910
- 529 Josef Lang 1910
- 530 Victor Wiklund 1910
- 531 Wilhelm Björkgren 1910
- 532 Olallo Morales 1910
- 533 Carl Otto Blomstedt 1910
- 534 Otto Croneborg 1910

- 535 Julia Claussen 1912
- 536 Anna Bergström-Simonsson 1912, associé 1904
- 537 Sigrid Carlheim-Gyllensköld 1912
- 538 Magna Lykseth-Skogman 1912
- 539 Knut Bäck 1912
- 540 Eduard Staňek 1912
- 541 Ernst Ellberg 1912
- 542 Sven Kjellström 1912
- 543 Julius Ruthström 1912

- 544 Matilda Jungstedt 1915
- 545 Helena Munktell 1915
- 546 Richard Ohlsson 1915
- 547 Otto Olsson 1915
- 548 Adolf Wiklund 1915
- 549 Harald Fryklöf 1915
- 550 Carl Fredrik Hennerberg 1915
- 551 Peter Lamberg 1915
- 552 August Wall 1915

- 553 Erik Lidforss 1917
- 554 Henning Mankell (tonsättare) 1917
- 555 Jacob Hägg 1917
- 556 Gottfrid Kallstenius 1917

- 557 Märtha Ohlson 1919, associé 1912
- 558 Clary Morales 1919
- 559 Carl Lindhe 1919
- 560 Ture Rangström 1919
- 561 Thure Bielke 1919
- 562 Karl Johan Ekman 1919
- 563 Karl-Axel Riben 1919
- 564 Tobias Norlind 1919
- 565 Albert Lindström 1919
- 566 Nathan Söderblom 1919

- 567 Henri Marteau 1920 utländsk ledamot 1900

- 568 Davida Hesse-Lilienberg 1921
- 569 Esther Gadelius 1921
- 570 Zelmica Asplund-Morales 1921
- 571 Aurora Molander 1921
- 572 Sigfrid Ehlin 1921
- 573 Hjalmar Meissner 1921
- 574 Wilhelm Peterson-Berger 1921
- 575 Emil Hessler 1921
- 576 Herman Berens 1921
- 577 Oscar Sandberg 1921
- 578 Ivar Widéen 1921
- 579 Patrik Vretblad 1921, associé 1915

- 580 Nanny Larsén-Todsen 1924
- 581 Liva Järnefelt 1924
- 582 Åke Wallgren 1924

- 583 Sigrid Lindberg 1926
- 584 Alice Tegnér 1926
- 585 John Schuberth 1926
- 586 Kurt Atterberg 1926
- 587 Gabriel Thulin 1926
- 588 Oskar Lindberg 1926
- 589 Walter Philipson 1926
- 590 Olof Lidner 1926

- 591 Märta af Klintberg 1928
- 592 Kerstin Strömberg 1928
- 593 Herman Mannheimer 1928
- 594 Oscar Rappe 1928
- 595 Edvin Skarby 1928

- 596 Elsa Stenhammar 1930
- 597 Rickard Sandler 1930
- 598 Svante Sjöberg 1930
- 599 Natanael Broman 1930
- 600 Karl Wohlfart 1930
- 601 Adelaide von Skilondz 1930, utländsk ledamot 1921

- 602 Natanael Berg 1932
- 603 Ivan Tägtström 1932
- 604 Melcher Melchers 1932
- 605 Oscar Larsson 1932
- 606 Josef Eriksson 1932
- 607 Nils Grevillius 1932
- 608 Gustaf Nordqvist 1932

- 609 Astrid Berwald 1935
- 610 Nils Vult von Steyern 1935
- 611 Tor Mann 1935
- 612 Emil Gagner 1935
- 613 Olof Wibergh 1935
- 614 Adolf Andrén 1935

- 615 Karin Branzell 1937
- 616 Axel Runnquist 1937
- 617 Einar Ralf 1937
- 618 David Åhlén 1937

- 619 Harry Guldberg 1938
- 620 Josef Jonsson 1938
- 621 Gottfrid Boon 1938
- 622 Gustaf Aulén 1938
- 623 Gösta Morin 1938
- 624 Sigrid Arnoldson-Fischhof 1938, utländsk ledamot 1910

- 625 Eric Westberg 1940
- 626 Hilding Rosenberg 1940
- 627 Bror Jonzon 1940

- 628 Harald André 1941
- 629 Algot Haquinius 1941
- 630 Gösta Nystroem 1941
- 631 David Wikander 1941
- 632 Einar Sundström 1941

- 633 Josef Hedar 1943
- 634 Gustaf Hjalmar Heintze 1943
- 635 Lars-Erik Larsson 1943
- 636 Georg Pegel 1943
- 637 Carl-Allan Moberg 1943
- 638 Birger Anrep-Nordin 1943
- 639 Brita Hertzberg 1943
- 640 Ernst Törnqvist 1943
- 641 Edvin Kallstenius 1943
- 642 Gunnar de Frumerie 1943

- 643 Ragnar Darell 1944
- 644 Gösta Bagge 1944

- 645 Carl-Eric Dramstad 1946
- 646 Charles Barkel 1946
- 647 Dag Wirén 1946

- 648 Carl Christiansen 1947
- 649 Gösta Walin 1947
- 650 Axel Malm 1947
- 651 Irma Björck 1947
- 652 Henry Weman 1947
- 653 Sixten Eckerberg 1947
- 654 Einar Beyron 1947

- 655 Joel Berglund 1949
- 656 Bernhard Lilja 1949
- 657 Johannes Norrby 1949

- 658 Kerstin Torlind 1950
- 659 Sven Brandel 1950

- 660 Sven E. Svensson 1951

- 661 Knut Gullbrandsson 1952
- 662 Folke Ericson 1952
- 663 Per Lindfors 1952
- 664 Carl von Garaguly 1952
- 665 Hilding Hallnäs 1952
- 666 Moses Pergament 1952

- 667 Set Svanholm 1953
- 668 Åke Uddén 1953
- 669 Karl-Birger Blomdahl 1953
- 670 Sven Wilson 1953
- 671 John Fernström 1953
- 672 Stig Walin 1953

- 673 Bertil Carlberg 1954
- 674 Alf Linder 1954

- 675 Jussi Björling 1956
- 676 Sixten Ehrling 1956

- 677 Erland von Koch 1957
- 678 Sigurd Björling 1957
- 679 Waldemar Åhlén 1957

- 680 Ingemar Liljefors 1958
- 681 Gunnar Johansson 1958
- 682 Hugo Theorell 1958

- 683 Nils Castegren 1960
- 684 Ernst Emsheimer 1960
- 685 Sten Frykberg 1960
- 686 Ingvar Lidholm 1960
- 687 Henry Lindroth 1960
- 688 Birgit Nilsson 1960
- 689 Otto Kyndel 1960
- 690 Ingmar Bengtsson 1960
- 691 Bengt Franzén 1960
- 692 Sten-Åke Axelson 1960
- 693 Gustav Gröndahl 1960
- 694 Seve Ljungman 1960

- 695 Sven-Erik Bäck 1961
- 696 Hans Leygraf 1961
- 697 Sten Broman 1961
- 698 Bo Wallner 1961
- 699 Eric Ericson (dirigent) 1961

- 700 Gotthard Arnér 1962
- 701 Ragnar Hultén 1962
- 702 Herbert Sandberg 1962
- 703 Yngve Härén 1962
- 704 Arne Sunnegårdh 1962
- 705 Olof Rydbeck 1962

- 706 Stina Sundell 1963
- 707 Hjördis Schymberg 1963
- 708 Stig Westerberg 1963
- 709 Nils L. Wallin 1963
- 710 Greta Erikson 1963
- 711 Sven-Gunnar Andrén 1963
- 712 Sven Karpe 1963
- 713 Kerstin Meyer 1963
- 714 Guido Vecchi 1963

- 715 Gunnar Norrby 1964
- 716 Gunnar Bucht 1964
- 717 Nils Otteryd 1964

- 718 Herbert Blomstedt 1965
- 719 Göran Gentele 1965
- 720 Elisabeth Söderström 1965
- 721 Olof Ling 1965
- 722 Erik Sædén 1965
- 723 Gunnar Sjöqvist 1965

- 724 Hans Nordmark 1966
- 725 Nicolai Gedda 1966
- 726 Folke Sällström 1966
- 727 Bernhard Sönnerstedt 1966
- 728 Ingemar Gabrielsson 1966

- 729 Bengt Hambraeus 1967
- 730 Bo Lundgren 1967
- 731 Josef Grünfarb 1967
- 732 Gustaf Hilleström 1967

- 733 Julius Rabe 1968
- 734 Käbi Laretei 1968
- 735 Gunnar Sjöström 1968

- 736 Gunnar Larsson (akademisekreterare) 1969
- 737 Stig Ribbing 1969
- 738 Magnus Enhörning 1969

- 739 Lars Johan Werle 1970
- 740 Hans Åstrand 1970
- 741 Allan Pettersson 1970
- 742 Leo Berlin 1970
- 743 Evert Taube 1970
- 744 Joen Lagerberg 1970

- 745 Lennart Reimers 1971
- 746 Sven-Eric Johanson 1971
- 747 Karl-Erik Welin 1971
- 748 Ivar Hellman 1971, associé 1917
- 749 Giovanni Turicchia 1971, associé 1921
- 750 Bror Persfelt 1971, associé 1932
- 751 Per Grundström 1971, associé 1932
- 752 Ivar Widner 1971, associé 1935
- 753 Ille Gustafsson 1971, associé 1943
- 754 Eskil Eckert-Lundin 1971, associé 1946
- 755 Conrad Nordin 1971, associé 1946
- 756 Allan Olsson 1971, associé 1949
- 757 Erik Söderberg 1971, associé 1951
- 758 Max Dickert 1971, associé 1952
- 759 Erik Arnbom 1971, associé 1953
- 760 John Norrman 1971, associé 1953
- 761 Albert Runbäck 1971, associé 1957
- 762 Carl Achatz 1971, associé 1960
- 763 Birger Oldermark 1971, associé 1960
- 764 Felix Cruce 1971, associé 1960
- 765 Carl Håkansson 1971, associé 1961
- 766 Einar Östlund 1971, associé 1961
- 767 Martin Lidstam 1971, associé 1961
- 768 Gunnar Thyrestam 1971, associé 1962

- 769 Margareta Hallin 1972
- 770 Olof Hult 1972
- 771 Valdemar Söderholm 1972
- 772 Carl Tillius 1972
- 773 Åke Almquist 1972
- 774 Bertil Bokstedt 1972
- 775 Claude Génetay 1972
- 776 Povel Ramel 1972

- 777 Folke Abenius 1973
- 778 Ingrid Lang-Fagerström 1973
- 779 Åke Hermanson 1973
- 780 Thore Janson 1973
- 781 Cari Johansson 1973
- 782 George Raymond 1973
- 783 Bror Samuelson 1973
- 784 Endre Wolf 1973
- 785 Jan Carlstedt 1974

- 786 Harald Göransson 1974
- 787 Knis Karl Aronsson 1974
- 788 Folke Lindberg 1974
- 789 Eskil Hemberg 1974
- 790 Torleif Lännerholm 1974
- 791 Stig Rybrant 1974
- 792 Alice Babs 1974

- 793 Lars Edlund 1975
- 794 Siegfried Naumann 1975
- 795 Arne Aulin 1975
- 796 Torsten Sörenson 1975
- 797 Henrik Jansson 1975
- 798 Jan Ling 1975
- 799 Lars Frydén 1975
- 800 Ingmar Milveden 1975
- 801 Per-Olof Johnson 1975
- 802 Hans Eklund 1975
- 803 Catarina Ligendza 1975

- 804 Carl Rune Larsson 1976
- 805 Folke Alm 1976
- 806 Lennart Ehrenlood 1976
- 807 Håkan Edlén 1976

- 808 Bengt Olof Engström 1977
- 809 Styrbjörn Lindedal 1977
- 810 Helga Görlin 1977
- 811 Uno Ebrelius 1977
- 812 Maurice Karkoff 1977
- 813 Thorvald Fredin 1977
- 814 Torsten Nilsson 1977
- 815 Folke H. Törnblom 1977

- 816 Gunnar Hallhagen 1978
- 817 Gösta Finnström 1978
- 818 Stig Magnusson 1978
- 819 Gert Crafoord 1978
- 820 Dan-Olof Stenlund 1978
- 821 Lars-Gunnar Bodin 1978
- 822 Bengt Andersson 1978

- 823 Bengt Emil Johnson 1979
- 824 Hans Eppstein 1979
- 825 Börje Mårelius 1979
- 826 Hans Holewa 1979

- 827 Kurt Bendix 1980
- 828 Lennart Hedwall 1980
- 829 Gunnar Wennberg 1980
- 830 Ingvar Wixell 1980
- 831 Johan Sundberg  1980
- 832 Åke Olofsson 1980
- 833 Martin Tegen 1980
- 834 Anders Öhrwall 1980

- 835  Eduard Tubin 1982

- 836 Folke Bohlin 1982
- 837 Alf Nilsson (musiker) 1982
- 838 Birgit Finnilä 1982

- 839 Frans Helmerson 1983
- 840 Erik Lundkvist 1983
- 841 Anders Lönn 1983
- 842 Gösta Ohlin 1983
- 843 Gunnar Nordenfors 1983
- 844 Per Jakobsson 1983
- 845 Sven-David Sandström 1983
- 846 Märta Schéle 1983

- 847 Ingemar Bergfelt 1984
- 848 Arne Mellnäs 1984
- 849 Harald Thedéen 1984
- 850 Berit Lindholm 1984
- 851 Bengt Belfrage 1984
- 852 Esther Bodin-Karpe 1984
- 853 Lars af Malmborg 1984
- 854 Lars Fresk 1984
- 855 Gunno Södersten 1984
- 856 Anders R. Öhman 1984

- 857 Bengt Hallberg 1986
- 858 Göran W. Nilson 1986

- 859 Elisif Lundén-Bergfelt 1987
- 860 Sölve Kingstedt 1987
- 861 Erik Kjellberg 1987

- 862 Gustaf Sjökvist 1988
- 863 Karl-Ove Mannberg 1988
- 864 Inger Wikström 1988

- 865 Håkan Hagegård 1989 (Ej aktiv som ledamot sedan 2018)
- 866 Anders Bondeman 1989
- 867 Arne Domnérus 1989
- 868 Daniel Börtz 1989

- 869 Bengt Holmstrand 1990

- 870 Ingemar von Heijne 1991
- 871 Alf Gabrielsson 1991
- 872 Gunilla von Bahr 1991
- 873 Bernt Lysell 1991

- 874 Göran Söllscher 1992
- 875 Nils-Erik Sparf 1992
- 876 Anders Eliasson 1992
- 877 Arnold Östman 1992
- 878 Sylvia Lindenstrand 1992
- 879 Anna Ivarsdotter 1992
- 880 Hans Pålsson 1992
- 881 Ingemar Månsson 1992

- 882 Sten Hanson 1993
- 883 Anne Sofie von Otter 1993
- 884 Mats Zetterqvist 1993
- 885 Gunnar Petri 1993
- 886 Torvald Torén 1993
- 887 Henrik Karlsson 1993
- 888 Janos Solyom 1993
- 889 Georg Riedel 1993
- 890 Dorothy Irving 1993

- 891 Åke Holmquist 1994
- 892 Gunnar Eriksson 1994
- 893 Lucia Negro 1994
- 894 Gösta Winbergh 1994
- 895 Putte Wickman 1994

- 896 Kjell Ingebretsen 1995
- 897 Jan Eyron 1995
- 898 Thomas Schuback 1995
- 899 Irène Mannheimer 1995
- 900 Håkan Elmquist 1995
- 901 Hans Gefors 1995
- 902 Anna Lindal 1995
- 903 Lennart Hall 1995
- 904 Lennart Åberg 1995

904 är det sista numret i den senast tryckta matrikeln.
- 905 Christer Thorvaldsson 1996
- 906 Göran Malmgren 1996
- 907 Thomas Jennefelt 1996
- 908 Christian Lindberg 1996
- 909 Krister Malm 1996

- 910 Ole Hjorth 1997
- 911 Bengt Forsberg 1997
- 912 Dan Laurin 1997
- 913 Laila Andersson-Palme 1997
- 914 Bengt Hall 1997
- 915 Anders Hillborg 1997
- 916 Greger Andersson 1997
- 917 Erik Boström 1997
- 918 Karin Rehnqvist 1997

- 919 Hans Fagius 1998
- 920 Birgitta Svendén 1998
- 921 Miklós Maros 1998
- 922 Stefan Parkman 1998
- 923 Mikael Samuelson 1998
- 924 Anders Wiklund 1998
- 925 Helen Jahren 1998
- 926 Åke Parmerud 1998

- 927 Håkan Hardenberger 1999
- 928 Sven Ahlbäck 1999
- 929 Märta Ramsten 1999
- 930 Bo Johansson 1999
- 931 Pär Lindgren 1999

### 2000-talet
- 932 Hans-Ola Ericsson 2000
- 933 Robert von Bahr 2000
- 934 Ib Lanzky-Otto 1992, utländsk ledamot nr. 406
- 936 Michael Lind 1993, utländsk ledamot nr. 410
- 937 Gérard Schaub 1995, utländsk ledamot nr. 419
- 938 Rosemary Hardy 1999, utländsk ledamot nr. 428
- 939 Kristine Scholz 2000, utländsk ledamot nr. 433

- 940 Roland Pöntinen 2001
- 941 Åse Hedström 2001
- 942 Clas Pehrsson 2001

- 943 Torleif Thedéen 2002
- 944 B. Tommy Andersson 2002
- 945 Hillevi Martinpelto 2002
- 946 Carl-Gunnar Åhlén 2002
- 947 Anders Loguin 2002

- 948 Anders Jormin 2003
- 949 Anna Lena Holm 2003
- 950 Eva Nässén 2003
- 951 Jan Sandström 2003
- 952 Mats Rondin 2003
- 953 Staffan Scheja 2003
- 954 Tomas Löndahl 2003

- 955 André Chini 2004
- 956 Cecilia Rydinger Alin 2004
- 957 Gunnar Ternhag 2004
- 958 Nina Stemme 2004

- 959 Bobo Stenson 2005
- 960 Britt Marie Aruhn 2005
- 961 Elemér Lavotha 2005
- 962 Marie Samuelsson 2005

- 963 Christina Tobeck 2006
- 964 Johannes Johansson 2006
- 965 Malena Ernman 2006
- 966 Mats Bergström 2006

- 967 Benny Andersson 2007
- 968 Susanne Rydén 2007
- 969 Henrik Strindberg 2007
- 970 Fredrik Ullén 2007
- 971 Lena Willemark 2007

- 972 Victoria Borisova-Ollas 2008
- 973 Malin Broman 2008
- 974 Martin Fröst 2008
- 975 Joakim Milder 2008
- 976 Sara Trobäck-Hesselink 2008
- 977 Paula af Malmborg Ward 2008
- 978 Erik Westberg 2008

- 979 Carl-Axel Dominique 2009
- 980 Mats Edén 2009
- 981 Tale Olsson 2009
- 982 Thomas Anderberg 2009

- 983 Karin Dornbusch 2010
- 984 Stefan Forsberg 2010
- 985 Ola Karlsson 2010
- 986 Peter Mattei 2010
- 987 Cecilia Zilliacus 2010

- 988 Nils Landgren 2011
- 989 Anna Larsson 2011
- 990 Tobias Ringborg 2011

- 991 Katarina Dalayman 2012
- 992 Per Enoksson 2012
- 993 Karl-Magnus Fredriksson 2012
- 994 Helena Wessman 2012

- 995 Ale Möller 2013
- 996 Gunnar Idenstam 2013
- 997 Rolf Martinsson 2013

- 998 Sture Carlsson 2014
- 999 Monica Danielson 2014
- 1000 Ellika Frisell 2014
- 1001 Ann-Sofie Söderqvist 2014
- 1002 Jörgen Pettersson 2014
- 1003 Ulf Wallin 2014
- 1004 Christer Wiklund 2014
- 1005 Åsa Åkerberg 2014

- 1006 Hans Ek 2015
- 1007 Magnus Lindgren 2015
- 1008 Susanne Rosenberg 2015
- 1009 Petter Sundkvist 2015
- 1010 Carl Unander-Scharin 2015
- 1011 Erik Wallrup 2015

- 1012 Britta Byström 2016
- 1013 Hans Davidsson 2016
- 1014 Svante Henryson 2016
- 1015 Patrik Ringborg 2016

- 1016 Fredrik Wetterqvist 2017
- 1017 Rigmor Gustafsson 2017
- 1018 Sverker Jullander 2017
- 1019 Leif Karlsson 2017
- 1020 Ivo Nilsson 2017
- 1021 Elin Rombo 2017
- 1022 Mattias Wager 2017

- 1023 Dan Lundberg 2018
- 1024 Francisca Skoogh 2018
- 1025 Olle Persson 2018
- 1026 Sharon Bezaly von Bahr 2018

- 1027 Mattias Lundberg 2019
- 1028 Per Gudmundson 2019
- 1029 Mats Gustafsson 2019

- 1030 Johannes Landgren 2020
- 1031 Lina Nyberg 2020
- 1032 Staffan Storm 2020

- 1033 Marika Fältskog 2021
- 1034 Katarina Karnéus 2021
- 1035 Jonas Knutsson 2021
- 1036 Sten Sandell 2021
- 1037 Djuro Zivkovic 2021

- 1038 Lars Berglund 2022
- 1039 Malin Bång 2022
- 1040 Kerstin Börjeson 2022
- 1041 Örjan Fahlström 2022
- 1042 Magnus Gustafsson 2022
- 1043 Ann Hallenberg 2022
- 1044 Peter Jablonski 2022
- 1045 Annamia Larsson 2022
- 1046 Jan Lundgren 2022

- 1050 Kati Raitinen 2023
- 1051 Per Mårtensson 2023
- 1052 Magnus Bäckström 2024
- 1053 Elise Einarsdotter 2024
- 1054 Jonas Forssell 2024
- 1055 Karin Lagregren 2024
- 1056 Markus Leoson 2024
- 1057 Rostam Mirlashari 2024
- 1058 Michael Weinius 2024
- 1059 Gary Graden 2025
- 1060 Kim Hedås 2025
- 1061 Sofia Jernberg 2025
- 1062 Chrichan Larson 2025
- 1063 Susanna Lindmark 2025
- 1064 Joel Speerstra 2025
- 1065 Agneta Stolpe 2025

## Utländska ledamöter

### 1772–1799
- 001 Georg von Callenberg 1772
- 002 Thomas Walter 1776
- 003 Johann Baumgartner 1776
- 004 Johann Gottlieb Naumann 1777
- 005 Antonio Lolli 1779
- 006 Friedrich Graf 1779
- 007 Georg Noëlli 1779
- 008 Johan Kirchhoff 1780
- 009 Bartolomeo Campagnoli 1783
- 010 Eligio Celestini 1783
- 011 Salvatore Harrington 1785
- 012 Georg Joseph Vogler 1786
- 013 David August von Apell 1790
- 014 Christian Kalkbrenner 1790
- 015 Marie Louise Marcadet 1795
- 016 Jean-Marie Chaux 1795
- 017 Pierre Johel 1795
- 018 Carl Friedrich Möser 1798
- 019 Joseph Haydn 1798
- 020 Johann Georg Albrechtsberger 1798
- 021 André Grétry 1798
- 022 Nicolas Dalayrac 1798
- 023 Johann Schulz 1799
- 024 François-Joseph Gossec 1799
- 025 Antonio Salieri 1799
- 026 Johann Hinrichs 1799
- 027 Giuseppe Acerbi 1799
- 028 Joseph von Sonnleithner 1799

### 1800–1899
- 029 Johann Friedrich Reichardt 1800
- 030 Velmoed Soldan (även stavat Welmoed Soldan) 1800
- 031 Paul Struck 1800
- 032 Claus Schall 1801
- 033 Michael Haydn 1804
- 034 Johann Forkel 1804
- 035 Heinrich Klein 1805
- 037 Sigismund von Neukomm 1807
- 038 Luigi Cherubini 1811
- 039 Gaspare Spontini 1811
- 040 Se svensk ledamot nr. 062
- 041 Se svensk ledamot nr. 110
- 042 Se svensk ledamot nr. 172
- 043 Johann Heinrich Küster 1812
- 044 Ferdinand Ries 1813
- 045 Wolf Baudissin til Rantzau 1813
- 046 Bernhard Romberg 1813
- 047 Muzio Clementi 1814
- 048 Peter von Winter 1815
- 049 Étienne Nicolas Méhul 1815
- 050 Se svensk ledamot nr. 081
- 051 Heinrich Christoph Koch 1818
- 052 Jean-François Lesueur 1818
- 053 Johann Gottfried Schicht 1819
- 054 Ludwig van Beethoven 1822
- 055 Johann Christian Barthel 1825
- 056 Friedrich Kuhlau 1825
- 057 Giuseppe Baini 1827
- 058 Friedrich Schneider 1827
- 059 Angelica Catalani 1827
- 060 Gottfried Weber 1827
- 061 Joseph von Eybler 1829
- 062 Pierre Crémont 1830
- 063 Christoph Ernst Friedrich Weyse 1830
- 064 August Pott 1831
- 065 Frederik Carl Lemming 1832
- 066 Ignaz von Seyfried 1833
- 067 Tobias Haslinger 1833
- 068 Karl Bellmann 1833
- 069 Johann Baptist Cramer 1833
- 070 Carl Schwencke 1833
- 071 William Horsley 1833
- 072 Karl Borromäus von Miltitz 1835
- 073 Ignaz Moscheles 1835
- 074 Johann Heinrich Scheibler 1838
- 075 Heinrich Wolff 1838
- 076 Ludwig Spohr 181840
- 077 Gustav Schilling 1840
- 078 Carl Arnold 1840
- 079 Thomas Täglichsbeck 1840
- 080 Jan Kalivoda 1841
- 081 Friedrich Dotzauer 1841
- 082 Karl Gottlieb Reissiger 1841
- 083 Theodor Haumann 1842
- 084 Carl Georg Lickl 1842
- 085 Edward Rimbault 1842
- 086 Sigismund Goldschmidt 1844
- 087 Giovanni Belletti 1844
- 088 Gioacchino Rossini 1845
- 089 Giacomo Meyerbeer 1845
- 090 François Auber 1845
- 091 Felix Mendelssohn 1845
- 092 Charles Mayer 1845
- 093 Johann Friedrich Kittl 1846
- 094 Jérôme Gulomy 1847
- 095 Sigismund Thalberg 1847
- 096 Max Bohrer 1847
- 097 Heinrich Wilhelm Ernst 1847
- 098 Manuel Garcia 1848
- 099 Carl Schuberth 1848
- 100 Siegfried Saloman 1850
- 101 Louis Schlösser 1850
- 102 Georges Onslow 1851
- 103 Hector Berlioz 1851
- 104 Hubert Léonard 1851
- 105 August Heinrich Neithardt 1853
- 106 Henrik Rung 1853
- 107 Se svensk ledamot nr. 376
- 108 Heinrich Panofka 1854
- 109 Jacques Fromental Halévy 1854
- 110 Siegfried Dehn 1855
- 111 Jean Jacques Masset 1856
- 112 Alexander Dreyschock 1856
- 113 Maurice Leenders 1856
- 114 Aloys Ander 1856
- 115 Fredrik Pacius 1856
- 116 Anton Door 1857
- 117 Andreas Leonhardt 1857
- 118 Wilhelm Wieprecht 1857
- 119 Franz Glæser 1857
- 120 Niels W. Gade 1857
- 121 Franz Liszt 1857
- 122 Se svensk ledamot nr. 267
- 123 Se svensk ledamot nr. 282
- 124 François-Joseph Fétis 1857
- 125 Jules-Antoine Lissajous 1857
- 126 Peter Hartmann 1857
- 127 Auguste Franchomme 1857
- 128 Delphin Alard 1858
- 129 Ferdinand David 1858
- 130 Franz Schaffgotsch 1859
- 131 Charles de Kontski 1859
- 132 Alexander Villoing 1859
- 133 Henri Vieuxtemps 1860
- 134 Johannes Verhulst 1860
- 135 Hermanus van Boom 1860
- 136 Jean-Baptiste Weckerlin 1860
- 137 Anton Vermeulen 1861
- 138 Se svensk ledamot nr. 403
- 139 Se svensk ledamot nr. 373
- 140 Charles Gounod 1865
- 141 Giuseppe Verdi 1865
- 142 Alexander Walewski 1865
- 143 Moritz Hauptmann 1865
- 144 Otto Goldschmidt 1865
- 145 Carl August Krebs 1865
- 146 Julius Rietz 1865
- 147 Franz Abt 1865
- 148 Theodor Steinway 1868
- 149 Ferdinand von Hiller 1868
- 150 August Bach 1868
- 151 Franz Brendel 1868
- 152 Pierre François Wartel 1869
- 153 Friedrich Grützmacher 1869
- 154 Anton Rubinstein 1870
- 155 Joseph Joachim 1870
- 156 Clara Schumann 1870
- 157 Pauline Viardot-Garcia 1870
- 158 Sara Heinze 1870
- 159 Jacques-Nicolas Lemmens 1870
- 160 Julius Otto 1870
- 161 Henriette Nissen-Saloman 1870
- 162 Hermann Helmholtz 1870
- 163 Ferdinand Laub 1870
- 164 August Wilhelmj 1872
- 165 Ambroise Thomas 1872
- 166 Andreas Peter Berggreen 1872
- 167 Leocadie Gerlach 1872
- 168 Gustav Satter 1872
- 169 August Meissner 1875
- 170 Carl Reinecke 1875
- 171 Zelia Trebelli 1876
- 172 Richard Wagner 1876
- 173 Sourindro Tagore 1877
- 174 Henri Wieniawski 1877
- 175 François Auguste Gevaërt 1879
- 176 Joseph Hellmesberger 1879
- 177 Pablo Sarasate 1879
- 178 Hans von Bülow 1882
- 179 Camille Saint-Saëns 1884
- 180 Jules Danbé 1884
- 181 Richard Henneberg 1885
- 182 Franz Xaver Neruda 1890
- 183 Émile Sauret 1890
- 184 Jules Massenet 1897
- 185 Théodore Dubois 1897
- 186 Désirée Artôt 1897
- 187 Arthur Sullivan 1897
- 188 Alexander Mackenzie 1897

### 1900–1999
- 189 Adelina Patti 1900
- 190 Paul Taffanel 1900
- 191 sv ledamot 567
- 192 Salomon Jadassohn 1900
- 193 Hans Richter 1903
- 194 Max Bruch 1903
- 195 Arthur Nikisch 1903
- 196 Charles Steinway 1904
- 197 Charles Tretbar 1904
- 198 Henry Ziegler 1904
- 199 Peter Erasmus Lange-Müller 1904
- 200 Martin Wegelius 1904
- 201 Richard Strauss 1904
- 202 Edvard Grieg 1905
- 203 Agathe Backer Grøndahl 1905
- 204 Johan Svendsen 1905
- 205 Frederik Georg Knut Due 1905
- 206 Christian Sinding 1905
- 207 Hugo Becker 1906
- 208 Eugène Ysaÿe 1906
- 209 Édouard Risler 1906
- 210 Jean Sibelius 1906
- 211 Edward Elgar 1906
- 212 Marco Enrico Bossi 1906
- 213 Carl Nielsen 1906
- 214 Nikolaj Rimskij-Korsakov 1906
- 215 Alexandre Guilmant 1908
- 216 Eugen d'Albert 1908
- 217 Armas Järnefelt 1908
- 218 Ludwig Wüllner 1908
- 219 Leopold von Auer 1908
- 220 Gabriel Fauré 1908
- 221 Max Reger 1908
- 222 Friedrich Hegar 1908
- 223 Sigrid Arnoldson 1910
- 224 Ellen Gulbranson 1910
- 225 Karl Goldmark 1910
- 226 Felix Weingartner 1910
- 227 Charles-Marie Widor 1910
- 228 Claude Debussy 1910
- 229 Vincent d'Indy 1910
- 230 Adolf Sandberger 1910
- 231 Teresa Carreño 1912
- 232 Ferruccio Busoni 1912
- 233 Giovanni Sgambati 1912
- 234 Engelbert Humperdinck 1912
- 235 Georg Hüttner 1912
- 236 Max von Schillings 1912
- 237 Robert Kajanus 1915
- 238 Hermann Kretzschmar 1915
- 239 Giacomo Puccini 1917
- 240 Hans Pfitzner 1917
- 241 Georg Schnéevoigt 1917
- 242 Émile Jaques-Dalcroze 1919
- 243 Angul Hammerich 1919
- 244 Guido Adler 1919
- 245 Romain Rolland 1921
- 246 Erkki Melartin 1921
- 247 Adelaide von Skilondz 1921
- 248 Paul Dukas 1921
- 249 Gabriel Pierné 1921
- 250 Maurice Ravel 1921
- 251 Felipe Pedrell 1921
- 252 Johannes Wolf 1921
- 253 Mattia Battistini 1924
- 254 Johan Halvorsen 1924
- 255 Gustave Charpentier 1924
- 256 Wilhelm Furtwängler 1926
- 257 Max Fiedler 1926
- 258 Otto Andersson 1926
- 259 Ilmari Krohn 1926
- 260 Peter Wagner 1926
- 261 Louis Glass 1928
- 262 Manuel de Falla 1928
- 263 Georg Høeberg 1928
- 264 Aleksandr Glazunov 1928
- 265 Václav Talich 1928
- 266 Carl Claudius 1928
- 267 Ernst Pauer 1930
- 268 Leo Blech 1930
- 269 Hakon Børresen 1932
- 270 Ernst Wendel 1932
- 271 Fritz Stein 1932
- 272 Joseph Foerster 1932
- 273 Arturo Toscanini 1935
- 274 Leevi Madetoja 1935
- 275 Josef Suk 1935
- 276 Peder Gram 1935
- 277 Fjodor Sjaljapin 1935
- 278 Carl Corbach 1935
- 279 Selim Palmgren 1937
- 280 Anita Hillern-Dunbar 1937
- 281 Wilhelm Kienzl 1937
- 282 Robert Manzer 1937
- 283 Ignacy Paderewski 1938
- 284 Juan Manén 1938
- 285 Vítězslav Novák 1938
- 286 Howard Hanson 1938
- 287 Jazeps Vitols 1938
- 288 Adrian Boult 1941
- 289 Heikki Klemetti 1941
- 290 Fritz Busch 1941
- 291 Emil Nikolaus von Rezniček 1941
- 292 Hans Schindler 1941
- 293 Désiré-Emile Inghelbrecht 1941
- 294 Ludwig Leschetitzky 1941
- 295 Toivo Haapanen 1943
- 296 Knudåge Riisager 1943
- 297 Bruno Walter 1947
- 298 Ralph Vaughan Williams 1947
- 299 Ludvig Irgens-Jensen 1947
- 300 Malcolm Sargent 1947
- 301 Albert Wolff 1947
- 302 Sergej Prokofjev 1947
- 303 Poul Schierbeck 1947
- 304 Jacques Ibert 1947
- 305 Karl Straube 1950
- 306 Mogens Wöldike 1950
- 307 Zoltán Kodály 1951
- 308 Igor Stravinskij 1951
- 309 Paul Hindemith 1951
- 310 Knud Jeppesen 1951
- 311 Arnold Schönberg 1951
- 312 Albert Schweitzer 1952
- 313 Arthur Honegger 1952
- 314 Harald Sæverud 1952
- 315 William Walton 1952
- 316 Ildebrando Pizzetti 1952
- 317 Benjamin Britten 1953
- 318 Edwin Fischer 1953
- 319 Darius Milhaud 1953
- 320 Klaus Egge 1953
- 321 Fritz Tutenberg 1953
- 322 Niels Otto Raasted 1953
- 323 Nils-Eric Fougstedt 1953
- 324 Dmitrij Sjostakovitj 1954
- 325 Páll Ísólfsson 1954
- 326 Friedrich Blume 1954
- 327 Finn Høffding 1957
- 328 Carl Orff 1957
- 329 Vagn Holmboe 1957
- 330 Hans Schmidt-Isserstedt 1957
- 331 David Monrad Johansen 1958
- 332 Luigi Dallapiccola 1960
- 333 Hans Knappertsbusch 1960
- 334 Erik Bergman 1961
- 335 Edgar Varèse 1961
- 336 Jørgen Jersild 1962
- 337 Igor Markevitch 1962
- 338 Witold Lutosławski 1962
- 339 Wolfgang Schneiderhan 1964
- 340 György Ligeti 1964
- 341 Arild Sandvold 1964
- 342 Elisabeth Schwarzkopf 1964
- 343 Andrés Segovia
- 344 Pierre Boulez 1965
- 345 Enrico Mainardi 1965
- 346 August Wenzinger 1965
- 347 Rafael Kubelik 1966
- 348 Artur Rubinstein 1966
- 349 Antal Doráti 1966
- 350 Taneli Kuusisto 1967
- 351 Silvio Varviso 1967
- 352 Sergiu Celibidache 1967
- 353 Pablo Casals 1968
- 354 Jón Nordal 1968
- 355 Peter Pears 1968
- 356 Olivier Messiaen 1969
- 357 David Ojstrach 1969
- 358 Dietrich Fischer-Dieskau 1970
- 359 Erik Tawaststjerna 1970
- 360 Duke Ellington 1970
- 361 Karlheinz Stockhausen 1971
- 362 Erling Bløndal Bengtsson 1972
- 363 Joonas Kokkonen 1972
- 364 Charles Farncombe 1972
- 365 Marian Anderson 1974
- 366 Mstislav Rostropovitj 1975
- 367 Per Nørgård 1975
- 368 Herbert von Karajan 1975
- 369 Alberto Ginastera 1975
- 370 Gennadij Rozjdestvenskij 1975
- 371 Krzysztof Penderecki 1975
- 372 Arne Nordheim 1975
- 373 Einojuhani Rautavaara 1975
- 374 Karl Böhm 1976
- 375 Luciano Berio 1977
- 376 Leonard Bernstein 1977
- 377 Berislav Klobuçar 1977
- 378 Einar Englund 1978
- 379 Aulis Sallinen 1979
- 380 John Cage 1979
- 381 Sergiu Comissiona 1982
- 382 Isaac Stern 1982
- 383 Paavo Berglund 1983
- 384 Nikolaus Harnoncourt 1983
- 385 Luigi Nono 1983
- 386 Yuri Ahronovitch 1984
- 387 Wilhelm Lanzky-Otto 1984
- 388 Gerd Schönfelder 1984
- 389 Carlo Maria Giulini 1986
- 390 Kjell Bækkelund 1987
- 391 Alfred Schnittke
- 392 Barry Brook 1988
- 393 Neeme Järvi 1988
- 394 Tatjana Nikolajeva 1988
- 395 Leon Spierer 1988
- 396 Arve Tellefsen 1988
- 397 Götz Friedrich 1989
- 398 Peter Schreier 1989
- 399 Cristóbal Halffter 1989
- 400 Iannis Xenakis 1989
- 401 Marie-Claire Alain 1991
- 402 Arvo Pärt 1991
- 403 Barbara Hendricks 1991
- 404 Esa-Pekka Salonen 1991
- 405 Leif Segerstam 1992
- 406 Ib Lanzky-Otto 1992
- 407 Jevgenij Svetlanov 1992
- 408 Knut Sönstevold 1992
- 409 Peter Maxwell Davies 1993
- 410 Michael Lind 1993
- 411 Atli Heimir Sveinsson 1993
- 412 Bo Alphonce 1993
- 413 Helmuth Rilling 1993
- 414 James DePreist 1994
- 415 Okko Kamu 1994
- 416 Jorma Panula 1995
- 417 Thorkell Sigurbjörnsson 1995
- 418 Sofija Gubajdulina 1995
- 419 Gérard Schaub 1995

419 är det sista numret i den senast tryckta matrikeln.
- 420 Gustav Leonhardt 1996
- 421 Friedhelm Krummacher 1996
- 422 Keith Jarrett 1996
- 423 Barbara Bonney 1997

- Lars-Ulrik Mortensen
- Poul Ruders
- George Russel (tonsättare)
- Kaija Saariaho
- Heinrich W. Schwab 1998

- 429 Tönu Kaljuste 1999
- 430 Rosemary Hardy 1999
- 431 Mogens Winkel Holm 1999
- 432 John-Edward Kelly 1999
- 433 Kristine Scholz 2000

### 2000-talet
- 434 Graham Johnson 2000

- 435 Monica Groop 2001
- 436 Heinz Holliger 2001
- 437 Pēteris Vasks 2001

- 438 James Massengale 2002
- 439 Olav Anton Thommessen 2002
- 440 Péter Csaba 2002

- Jens Brincker 2003
- Manfred Honeck 2003
- Magnus Lindberg 2003

- Thomas Dausgaard 2004
- Mikko Heiniö 2004
- Bent Sørensen 2004

- Alan Gilbert 2005
- Tellef Kvifte 2005
- Riccardo Muti 2005

- Kalevi Aho 2006
- Andrew Manze 2006

- Peter Eötvös 2007

- Leif Ove Andsnes 2008
- Philip Gossett 2008
- Susanna Mälkki 2008
- Steve Reich 2008

- Truls Mørk 2009
- Irvine Arditti 2009
- Grigory Sokolov 2009
- Brian Ferneyhough 2009
- Wolfgang Rihm 2009
- Palle Mikkelborg 2009

- John Adams 2010
- Thomas Adès 2010
- Martha Argerich 2010
- Gidon Kremer 2010
- Bryn Terfel 2010

- Cecilia Bartoli 2011
- Gustavo Dudamel 2011
- Valerij Gergijev 2011, utesluten 2022
- Emma Kirkby 2011

- Björk 2012
- Peter Dijkstra 2012
- Daniel Harding 2012
- Sakari Oramo 2012

- Jan Garbarek 2013
- Paul Mägi 2013

- Roger Parker 2014

- Renée Fleming 2016
- Janine Jansen 2016
- Yo-Yo Ma 2016
- Marilyn Mazur 2016
- Christian Zacharias 2016

- Hans Abrahamsen 2017
- Barbara Hannigan 2017
- Jonas Kaufmann 2017

- George Benjamin 2018
- Mari Boine 2018
- Petter Herrestahl 2018
- Maria Kalaniemi 2018
- Rolf Lislevand 2018
- Pat Metheny 2018
- Simon Steen-Andersen 2018

- Madeleine Isaksson 2019
- Ida Kelarová 2019
- Rita Marcotulli 2019
- Carina Raschèr 2019
- Klas Torstensson 2019

- Emmanuelle Haïm 2020
- Anne-Sophie Mutter 2020
- Kent Nagano 2020
- Olga Neuwirth 2020
- Youssou N'Dour 2020

- Keiko Abe 2021
- Giancarlo Andretta 2021
- Stefan Dohr 2021
- Quincy Jones 2021
- Richard Sparks 2021

- Laurie Anderson 2022
- Sally Beamish 2022
- Olivier Latry 2022
- Jordi Savall 2022
- Norma Winstone 2022

- Lisa Batiashvili 2023
- Bertil van Boer 2023
- Herbie Hancock 2023
- Joni Mitchell 2023
- Kirill Petrenko 2023

- Kirsten Bråten Berg 2024
- Sven-Åke Johansson 2024
- Sanne Krogh Groth 2024
- Randi Stene 2024
- Jörg Widmann 2024

- Manfred Eicher 2025
- Heinz Karl Gruber 2025
- Angélique Kidjo 2025
- Grete Pedersen 2025
- Alim Quasimov 2025
- Jukka-Pekka Saraste 2025
- Robert "Rob" Simonds 2025

## Hedersledamöter
- 001 Erik Järnåker 1986
- 002 Erland Waldenström 1986
- 003 Paul Lindblom 1987
- 004 Jan-Erik Wikström 1987
- 005 Stikkan Anderson 1991
- 006 Ingmar Bergman 1991
- 007 Ingrid Welin 2003
- 008 Per Welin 2003
- 009 Tomas Tranströmer 2011
- 010 Bengt Göransson 2014
- 011 Barbro Sachs-Osher 2014
- 012 Stina Ekblad 2020
- 013 Mats Ek 2024

## Svenska associéer 1815–1962
Från och med 1963 invaldes inga associéer och de som levde 1971 överfördes till ordinarie ledamotskap.

- 001 Johann Michael Friedrich Hirschfeld, 1815, LMA 234
- 002 Georg Christoffer Rackwitz 1815
- 003 Adolph Hjerton, 1815, LMA 239
- 004 Frans Joseph Wirthe 1815
- 005 Johann Gottlieb Mayer 1815

- 006 Jeanette Wässelius 1817
- 007 Anna Sofia Sevelin 1817
- 008 Justina Casagli 1817
- 009 Elisabet Frösslind 1817

- 010 Johann Gottlieb Fürstenhoff 1818
- 011 Carl Josua Preumayr 1818, LMA 290
- 012 Erik Drake 1818, LMA 240

- 013 Frans Preumayr 1819, LMA 252
- 014 Eric Dahlman 1819

- 015 Abraham Forsslöf 1822
- 016 Johannes Svensson 1822

- 017 Sven Zanders 1829
- 018 Johan Törnqvist 1829

- 019 Erik Gustaf Kolthoff 1839

- 020 Jacob Töstie 1840 LMA 295

- 021 Johan Gustaf Ek 1841
- 022 Anton Fredric Fredricson 1841
- 023 Anders Lindholm 1841
- 024 Johan Hultqvist 1841
- 025 Johan Wilhelm Wahl 1841
- 026 Pehr Adolf Wennbom 1841
- 027 Julius Günther 1841, LMA 340
- 028 Peter Magnus Hjertstrand 1841

- 029 Eric Hollström 1843
- 030 Petter Petterson 1843, agré 3
- 031 Ludvig Hallencreutz 1843
- 032 Per Adolf Berg, 1843

- 033 Augusta Mörner af Morlanda 1844
- 034 Laura Warberg 1844
- 035 Olof Granfeldt 1844
- 036 Pehr Rosenwall 1844
- 037 Anders Hülting 1844
- 038 Anders Söderberg (instrumentmakare) 1844

- 039 Johan Leonard Höijer 1845
- 040 Johan Peter Ericsson 1845, LMA 318
- 041 Carl Sillén 1845, LMA 366
- 042 Edward Gille 1845, LMA 404

- 043 Carl Wilhelm Fritz Otto 1848

- 044 Johan Fredrik Hjortberg 1849
- 045 Maria Lethin 1849
- 046 Ebba d'Aubert 1849
- 047 Carl Fredrik Ullman 1849

- 048 Adolf Fredrik Lindroth 1850
- 049 Conrad Rudolf af Uhr 1850
- 050 Per August Ölander 1850, LMA 392

- 051 Fredrik Sjöberg (musiker) 1853, LMA 442
- 052 Johan Gustaf Malmsjö 1853
- 053 Ivar Hallström 1853, LMA 377
- 054 Ludvig Norman 1853, LMA 360
- 055 Lotten von Feilitzen 1853, LMA 399
- 056 Olof Berndt Ekström 1853
- 057 Frans Frieberg 1853, LMA 413
- 058 Wilhelm Söhrling 1853
- 059 Anders Vilhelm Lindgren 1853
- 060 Anders Gustaf Nygren 1853
- 061 Joseph Czapek 1853, LMA 364
- 062 Anders Lennmark 1853
- 063 Oskar Henrik Bergqvist 1853
- 064 Wilhelm Uddén 1853

- 065 Abraham Lundquist 1854, LMA 393
- 066 Abraham Hirsch 1854, LMA 397
- 067 Knut Lönngren 1854, agré 5

- 068 Julia Coyet 1855

- 069 Gustaf Victor Schotte 1856
- 070 Anders Holmberg (organist) 1856
- 071 Anders Johan Johansson 1856
- 072 Selma Hadorph 1856
- 073 Ingeborg Cronhielm 1856

- 074 Anders Gustaf Rosenberg 1857, agré 4
- 075 Gustaf Wilhelm Heintze 1857, agré 7, LMA 518
- 076 Carl Erik Södling 1857, agré 6
- 077 Lars Magnus Béen 1857, agré 8
- 078 Johan Alfred Ahlström 1857
- 079 Michael Henrik Ljunggren 1857
- 080 Anders Moberg 1857
- 081 Fredrik Lindholm (pianist) 1857
- 082 Ludvig Ohlsson 1857, LMA 453
- 083 Thure Schylander 1857

- 084 Kasper Strömbäck 1860

- 085 August Jahnke 1865
- 086 Fredric Lagergren 1865

- 087 Pehr Gellner 1866
- 088 August Theodor Lethin 1866
- 089 Erik Törner 1866
- 090 Claes Lagerqvist 1866
- 091 Carl Johan Uddman 1866
- 092 Lovisa von Knorring 1866
- 093 Ernst Wallmark 1866
- 094 Johan Nikolaus Söderling 1866

- 095 Oscar Bolander 1868, LMA 441
- 096 Gustaf Rosbeck 1868, LMA 458
- 097 Emil von Qvanten 1868

- 098 Hedvig Kuhlau 1870

- 099 Eric Jacobsson 1879

- 100 Carl Johan Lund 1882

- 101 Erik Adolf Setterquist 1884
- 102 Robert Ohlsson 1884

- 103 Albert Lindstrand 1888

- 104 Hildegard Werner 1895

- 105 Johan Reinhold Lomell 1897
- 106 Gustaf Setterquist 1897

- 107 Carl Lundin 1900
- 108 Josef Lind 1900
- 109 Emil Levan 1900

- 110 Adolf Johnsson 1903
- 111 Viktor Karlson 1903
- 112 Alfred Löfgren 1903

- 113 Anna Bergström-Simonsson 1904, LMA 536
- 114 Olof Lidner 1904, LMA 590

- 115 Carl Otto Östman 1906
- 116 Hans Pettersson 1906
- 117 Wilhelm Björkgren 1906, LMA 531
- 118 Henrik Möller 1906

- 119 Wilhelmina Strandberg 1908
- 120 Johan Flodmark 1908

- 121 Anna Karlsohn 1910
- 122 Lars August Lundh 1910
- 123 Pontus Palmén 1910

- 124 Aurora Molander 1912, LMA 571
- 125 Karl Mannborg 1912
- 126 Märtha Ohlson 1912, LMA 557
- 127 Magnus Ahlberg 1912

- 128 Adolf Andrén 1915, LMA 614
- 129 Oscar Blom 1915
- 130 Orion Östman 1915
- 131 Georg Pegel 1915, LMA 636
- 132 Patrik Vretblad 1915, LMA 579
- 133 Emil Hessler 1915, LMA 575

- 134 Carl Lambère 1917
- 135 Johannes Svanberg 1917
- 136 Oskar Brunzell 1917
- 137 Gunnar Setterquist 1917
- 138 Ivar Hellman 1917, LMA 748
- 139 Wilhelm Nyström 1917

- 140 Emil Ossian Sundqvist 1919
- 141 Ernst Willners 1919
- 142 Christian Sandqvist 1919
- 143 Otto Trobäck 1919
- 144 Johan Fridolf Hagfors 1919, utländsk associé 5

- 145 Alfhild Larson 1921
- 146 Giovanni Turicchia 1921, LMA 749
- 147 Kerstin Strömberg 1921, LMA 592
- 148 Axel Arnell 1921
- 149 Axel Runnquist 1921, LMA 616
- 150 Otto Edberg 1921
- 151 Preben Nodermann 1921

- 152 Ragnar Darell 1924, LMA 643
- 153 Albert Ehnstedt 1924
- 154 Erik Högberg 1924

- 155 Axel Malm 1926, LMA 650
- 156 Magnus Lagerlöf 1926

- 157 Emil Carelius 1928
- 158 Sigurd Rydberg 1928
- 159 Karl Tirén 1928

- 160 Bror Persfelt 1932, LMA 750
- 161 Birger Anderson 1932
- 162 Harald Colleen 1932
- 163 Daniel Fryklund 1932
- 164 Per Grundström 1932, LMA 751
- 165 Johan Johansson 1932
- 166 John Arrhén 1932
- 167 Julius Jacobsson 1932
- 168 Gösta Lemon 1932

- 169 Knut Gullbrandsson 1935, LMA 661
- 170 Ivar Widner 1935, LMA 752
- 171 Alfred Roth 1935
- 172 Valdemar Dahlgren 1935

- 173 Nils Henrikson 1937
- 174 Frans Larsén 1937
- 175 Viktor Lundquist 1937
- 176 Joel Olsson 1937
- 177 Carl-Gunnar Wictorin 1937

- 178 Erik Strömblad 1938
- 179 Olof Wadborg 1938
- 180 Nils Höglund 1938

- 181 Ernst Törnqvist 1940
- 182 Viktor Fritzell 1940
- 183 Martin Allard 1940

- 184 Ille Gustafsson 1943, LMA 753

- 185 Elof Isakson 1943
- 186 Enock Nilson 1946
- 187 Eskil Eckert-Lundin 1946, LMA 754
- 188 Olof Söderlund 1946
- 189 Conrad Nordin 1946, LMA 755

- 190 Fredrik Sylvan 1947
- 191 David Nylund 1947

- 192 Fritz Ahlberg 1949
- 193 Allan Olsson 1949, LMA 756
- 194 Torsten Rantzén 1949
- 195 Anders Jobs 1949

- 196 Herman Lindqvist 1950
- 197 Ragnar Althén 1950
- 198 Bertil Forss 1950
- 199 Einar Erici 1950

- 200 Erik Söderberg 1951, LMA 757
- 201 Annie Petersson 1951

- 202 Max Dickert 1952, LMA 758

- 203 Erik Arnbom 1953 LMA 759
- 204 Gustaf Svensson (dirigent) 1953
- 205 Karl Sporr 1953
- 206 John Norrman 1953, LMA 760

- 207 Olof Andersson 1954

- 208 Anton Wahlberg 1956

- 209 Berthold Eriksson 1957
- 210 Ragnar Blennow 1957
- 211 Albert Runbäck 1957, LMA 761

- 212 Francesco Asti 1958

- 213 Carl Achatz 1960, LMA 762
- 214 Birger Oldermark 1960, LMA 763
- 215 Olof Ling 1960, LMA 721
- 216 Felix Cruce 1960, LMA 764

- 217 Carl Håkansson 1961, LMA 765
- 218 Einar Östlund 1961, LMA 766
- 219 Martin Lidstam 1961, LMA 767
- 220 Gunnar Andersson 1961

- 221 Gunnar Thyrestam 1962, LMA 768

## Utländska associéer 1845–1928
- 001 Gustaf Samuel Gottfried Wiesner 1845
- 002 Ernst Kaps 1879
- 003 Emil Kohl 1885
- 004 Robert Beyer 1912
- 005 Johan Fridolf Hagfors 1912, svensk associé 144
- 006 Louis Lavater 1928

## Agréer 1820–1850
- 001 Elis Noréus 1820
- 002 Otto Daniel Winge 1832, utländsk LMA 107, LMA 376
- 003 Petter Petterson 1834, svensk associé 30
- 004 Anders Gustaf Rosenberg 1836, svensk associé 74
- 005 Knut Lönngren 1843, svensk associé 67
- 006 Carl Erik Södling 1848, svensk associé 76
- 007 Gustaf Wilhelm Heintze 1848, svensk associé 75, LMA 518
- 008 Lars Magnus Béen 1850, svensk associé 77